# Ludwig Uhland
Johann Ludwig „Louis“ Uhland (n. 26 aprilie 1787, Tübingen - d. 13 noiembrie 1862, Tübingen) a fost un poet, filolog, jurist și om politic german.